# 2013 en Saskatchewan
Chronologie de la Saskatchewan
- 2009
- 2010
- 2011
- 2012
- 2013
- 2014
- 2015
- 2016
- 2017

Cette page concerne des événements d'actualité qui se sont produits durant l'année 2013 dans la province canadienne de la Saskatchewan.

## Politique
- Premier ministre : Brad Wall
- Chef de l'Opposition :
- Lieutenant-gouverneur : Vaughn Schofield
- Législature :